# بدر الشرقاوي
بدر الشرقاوي (7 أكتوبر 1987 -)، ممثل ومغني كويتي. دخل المجال الفني في عام 2005، مع شركة سكوب سنتر في مسلسل نقطة تحول.

## أعماله

### من المسلسلات
- 2005 - نقطة تحول.
- 2006 - الأختيار الصعب.
- 2007 - زهور عمري.
- 2007 - عزف الدموع.
- 2008 - دار الهوا.
- 2009 - إمراة وأخرى.
- 2010 - الرهينة.
- 2010 - قصة هوانا - حلقات منفصلة.
- 2011 - الجليب.
- 2012 - الحب المستحيل - حلقات منفصلة.
- 2015- أحببتك منذ الصغر.

### من المسرحيات
- سارة وسعود.

## روابط خارجية
- بدر الشرقاوي على موقع قاعدة بيانات الأفلام العربية